# Алиев, Эмин
Эмин Алиев (азерб. Emin Əliyev; род. Баку) — азербайджанский журналист. Главный редактор Информационного агентства Тренд (с 2021).

## Биография
Родился в Баку. С мая 2011 года по июль 2014 года являлся журналистом ИА «Тренд». Являлся ведущим корреспондентом новостной службы. Освещал темы экономики, финансового сектора. 
В 2014 году перешёл в Day.az. С сентября 2014 по январь 2016 года являлся заместителем главного редактора Day.az.
Главный редактор информационного сайта Day.az (с 5 января 2016 по сентябрь 2021).
Главный редактор ИА Тренд (с 3 сентября 2021).
Игрок спортивной версии Что? Где? Когда?, Брейн-ринг. Играл за азербайджанские команды. Чемпион Южного Кавказа по спортивной версии «Что? Где? Когда?».
Игрок азербайджанской телевизионной версии Что? Где? Когда?.
Владеет русским, английским. грузинским языками.